# Schlacht bei Mailberg
Die Schlacht bei Mailberg fand am 12. Mai 1082 statt. Herzog Vratislav II. fiel mit seinem Heer, gebildet aus Bayern, Mährern und Böhmen, in Österreich ein. In dieser Zeit war es üblich, dem Gegner möglichst hohen materiellen Schaden zuzufügen und die eroberten Gebiete zu plündern. Demzufolge richtete sich der Hauptangriff auf die Besitztümer des Markgrafen Leopold II.
In der Höhe von Mailberg kam ihm das Heer des österreichischen Markgrafen entgegen. Beide Armeen trafen auf der Ebene zwischen Obritz und Mailberg aufeinander. Leopold wurde vermutlich von den Formbachern und Haderichen unterstützt, deren Ländereien ebenfalls in den eroberten Gebieten lagen und die den Babenbergern auch verwandtschaftlich nah standen. In einer nekrologischen Notiz wird auch von der Beteiligung der Vasallen und Ministerialen des Stifts St. Florian berichtet, die zum Bistum Passau gehörten und die seit der Herrschaft Ottos III. von allen Leistungen und Verpflichtungen gegenüber dem Markgrafen befreit waren.
Die zahlenmäßige Stärke der Heere auf beiden Seiten schätzte Wenzel Hajek von Libotschan, der im 16. Jahrhundert lebte, wie folgt: auf der böhmischen Seite 6.000 Böhmen, 2.000 Regensburger Söldner. Thomas Pesina von Cechorod schätzt in Mars Moravius die Stärke des Heeres Leopolds II. auf 3.000 Mann zu Fuß und 500 zu Pferd.
Markgraf Leopold hatte seine Truppen, nach Berichten des Historikers Cosmas von Prag, in Keilform geordnet, während Vratislav eine Parallelaufstellung gewählt haben soll: Die Mährer befanden sich am linken Flügel, die Böhmen in der Mitte und die schwergepanzerten Bayern am rechten Flügel.
Durch ein Hornsignal wurde die Schlacht angekündigt. Den Kampf eröffneten Wurf- und Stoßspeerwerfer, denen auf beiden Seiten Schwertträger folgten, die aufeinander einschlugen. Vratislav ließ seine Reiter absitzen und zu Fuß weiterkämpfen, vermutlich weil Leopold bäuerliche Kämpfer einsetzte, im Übrigen galt Schwertkampf auf dem Pferd damals als unritterlich.

## Die Folgen
Herzog Vratislav und seine Verbündeten errangen einen vollständigen Sieg. Die Verluste auf der böhmischen Seite sollen laut Cosmas gering gewesen sein, während die Österreicher auf der Flucht erschlagen oder gefangen genommen wurden. Gefangene mussten damals gegen ein Lösegeld freigekauft werden. Nur ganz wenigen, unter ihnen dem Markgrafen, gelang die Flucht. 1899 wurden bei Bauarbeiten in Mailberg zahlreiche Menschen- und Pferdeknochen gefunden, die man mit dem Ereignis in Zusammenhang bringen könnte.
In der Folge kam es zu einer Verwüstung der nördlichen Gebiete Niederösterreichs und zum Ausbruch einer Hungersnot, die die Bevölkerung noch weiter dezimierte.
Die Grenze Mährens wurde bis zu dem Waldrücken, an dessen Abhang Mailberg lag, vorgeschoben, womit die Přemysliden kurzfristig jenes Gebiet zurückerlangten, das sie unter Břetislav I. 1041 verloren hatten.
Nach dem Tod Leopolds II. heiratete seine Tochter Gerbirg, auch Gerberga genannt, 1100 in Znojmo den zweiten Sohn von Vratislav, Bořivoj II. Damit wurde unter die Ereignisse von Mailberg ein Schlussstrich gezogen, so dass die Folgen der Schlacht nicht nachhaltig waren.